# هاپکینز
هاپکینز (به انگلیسی: Hopkins) یک شهر در ایالات متحده آمریکا است که در شهرستان نوداوای، میزوری واقع شده‌است. هاپکینز ۱٫۸۶ کیلومتر مربع مساحت و ۵۳۲ نفر جمعیت دارد و ۳۲۰ متر بالاتر از سطح دریا واقع شده‌است.